# The Weeping Song
Drugi z singli wydanych z płyty The Good Son w roku 1990. 
Na wydawnictwie znajdują się dwie kompozycje autorstwa Cave’a oraz jedna Younga (Helpless)
1. The Weeping Song
2. The Train Song
3. The B-side Song
4. Helpless